# 小行星7631
小行星7631（英語：7631 Vokrouhlicky）是一颗围绕太阳公转的小行星。1981年11月20日，愛德華·鮑威爾在可可尼诺县发现了此天体。
这颗小行星的绝对星等为273.94618888893等。